# Guglielmo Mancinelli
Guglielmo Mancinelli (Chiaravalle, 9 luglio 1922 – 13 dicembre 1998) è stato un politico italiano.

## Biografia
Operaio, politicamente aderisce al Partito Comunista Italiano fin dalla giovane età.
Alle elezioni politiche del 1972 è candidato alla Camera dei Deputati nella Circoscrizione Ancona-Pesaro-Macerata-Ascoli Piceno, risultando il primo dei non eletti nella lista del PCI; diventa poi deputato nell'ottobre 1973 in seguito alla morte del compagno di partito Giuliano De Laurentiis. Rimane quindi a Montecitorio fino al termine della legislatura, nell'estate 1976.
Muore all'età di 76 anni, nel dicembre 1998.